# ناثان ماكينون
ناثان رايموند ماكينون (بالإنجليزية: Nathan Raymond MacKinnon؛ مواليد 1 سبتمبر 1995) هو لاعب وسط هوكي الجليد كندي محترف وقائد بديل ‏ لفريق كولورادو أفالانش في دوري الهوكي الوطني. تم اختيار ماكينون أولاً بشكل عام ‏ من قبل أفالانش في تصفيات دخول دوري الهوكي الوطني 2013 ‏. فاز ماكينون بكأس ستانلي مع أفالانش في عام 2022 ‏، وفاز أيضًا بكأس هارت التذكاري [الإنجليزية] وجائزة تيد ليندسي [الإنجليزية] كأفضل لاعب في الدوري خلال موسم 2023–24 ‏. يُعتبر على نطاق واسع أحد أفضل لاعبي هوكي الجليد في جيله.

## مسيرة اللعب

### النشأة
وُلِد ماكينون في هاليفاكس، نوفا سكوشا، ونشأ وهو يلعب في نظام هوكي الجليد الصغير في كول هاربور، نوفا سكوشا ‏. كلاعب في سن الذرة (أقل من 11 عامًا)، سجل ماكينون 200 نقطة في 50 مباراة. عندما كان ماكينون يبلغ من العمر 12 و 13 عامًا، لعب في دوري بانتام إيه إيه إيه لفريق كول هاربور ريد وينغز، مسجلاً مواسم بلغت 110 و 145 نقطة على التوالي. بعد هذين الموسمين، التحق ماكينون بمدرسة شاتوك سانت ماري ‏ في فاريبولت، مينيسوتا. اختار ماكينون مغادرة مسقط رأسه والالتحاق بمدرسة مينيسوتا الداخلية بسبب قوة برنامج هوكي الجليد بها. في موسمه الأول في شاتوك–سانت ماري مع برنامج بانتام تير الأول، سجل 101 نقطة في 58 مباراة ليحتل المركز الثاني في التسجيل للفريق. في موسم 2010–11، انضم ماكينون إلى برنامج ميدجيت تحت 16 عامًا في المدرسة. على الرغم من كونه ثاني أصغر لاعب في الفريق، كان ماكينون يحصل على أكثر من نقطتين في المتوسط في المباراة وكان ثانيًا في التسجيل للفريق في منتصف الموسم. خلال الموسم، تم تعيين ماكينون في الفريق الذي مثل نوفا سكوشا في بطولة هوكي الجليد ‏ في دورة الألعاب الشتوية الكندية 2011 ‏. سجل ماكينون ثمانية أهداف وإحدى عشر نقطة ليحتل المركز الرابع في هداف البطولة بينما احتل نوفا سكوشا المركز السابع. أنهى ماكينون موسمه الثاني في شاتوك سانت ماري برصيد 93 نقطة في 40 مباراة لعبها، وكان ثانيًا في الفريق برصيد 45 هدفًا مسجلاً.

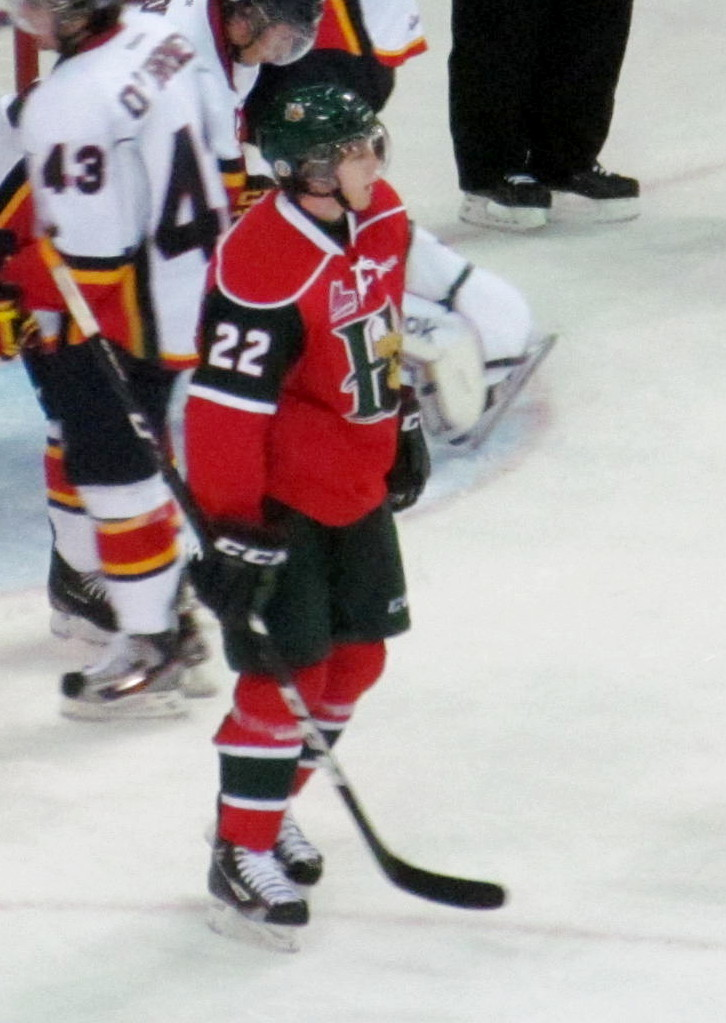
ماكينون في أكتوبر 2012. لعب مع فريق لمدة عامين خلال مسيرته الكروية في فئة الناشئين

### الشباب
قبل دخوله مشروع دوري الهوكي الرئيسي للناشئين في كيبيك (QMJHL) لعام 2011، كان ماكينون يُنظر إليه على نطاق واسع باعتباره المرشح الأوفر حظًا للاختيار أولاً بشكل عام، وقد صنفه الكشاف المركزي لدوري الهوكي الرئيسي للناشئين في كيبيك كأفضل لاعب متاح. على الرغم من ذلك، أمضى ماكينون يوم التجنيد في التزلج مع فريق أوماها لانسرز ‏ في دوري الهوكي الأمريكي ‏ (USHL)، حيث كان يفكر في لعب هوكي الجليد الجامعي في الرابطة الوطنية لرياضة الجامعات (NCAA) أو هوكي الجليد للناشئين في دوري كيبيك للناشئين. في 4 يونيو 2011، تم اختيار ماكينون أولاً بشكل عام من قبل باي-كومو دراكار ‏ في درافت دوري الهوكي الرئيسي للناشئين في كيبيك لعام 2011. نظرًا لأن ماكينون لم يكن يتحدث الفرنسية، فقد كانت هناك تكهنات بأنه سيتابع خياره باللعب في دوري الهوكي الأمريكي حتى يصبح مؤهلاً للانضمام إلى الرابطة الوطنية لرياضة الجامعات، ما لم يتم تداول حقوقه مع فريق مختلف في دوري الهوكي الرئيسي للناشئين في كيبيك. في 13 يوليو 2011، تم تداول حقوق ماكينون إلى هاليفاكس مووسهيدز ‏ مقابل كارل جيليناس، وفرانسيس توربيد، واختيارات مووسهيدز في الجولة الأولى في عامي 2012 و2013 واختيار كيبيك ريمبارتس في الجولة الأولى في عام 2013، والذي استحوذت عليه هاليفاكس سابقًا. كان فريق موشهيدز يحاول الاستحواذ على ماكينون منذ أن حصل باي-كومو على الاختيار الأول الشامل في درافت عام 2011. سجل ماكينون أول ثلاثية له في دوري كيبيك للناشئين في 3 ديسمبر 2011، حيث سجل خمسة أهداف في فوز 6–4 على فريق كيبيك ريمبارتس. في دوري مكون من شباب تتراوح أعمارهم بين 18 و19 عامًا، كان ماكينون يبلغ من العمر 16 عامًا فقط عندما حقق هذا الإنجاز. وكان المدرب المنافس لريمبارتس هو مدربه المستقبلي مع فريق كولورادو أفالانش، باتريك روي، عضو قاعة مشاهير دوري الهوكي الوطني. مع خمسة أهداف في مباراة واحدة، عادل الرقم القياسي لفريق مووسهيدز لأكبر عدد من الأهداف في مباراة واحدة والذي يحمله جيسون كينج.
في 26 مايو 2013، قاد ماكينون فريق مووسهيدز إلى بطولة كأس ميموريال ‏ الأولى لهم. تم اختياره أيضًا كأفضل لاعب، حيث سجل سبعة أهداف وست تمريرات حاسمة في أربع مباريات، وهو أفضل رقم في البطولة، وحصل على مكان في فريق كل النجوم في البطولة.

### كولورادو أفالانش (2013–الآن)

#### السنوات الأولى، الفريق وصعوبات التسجيل (2013–2017)

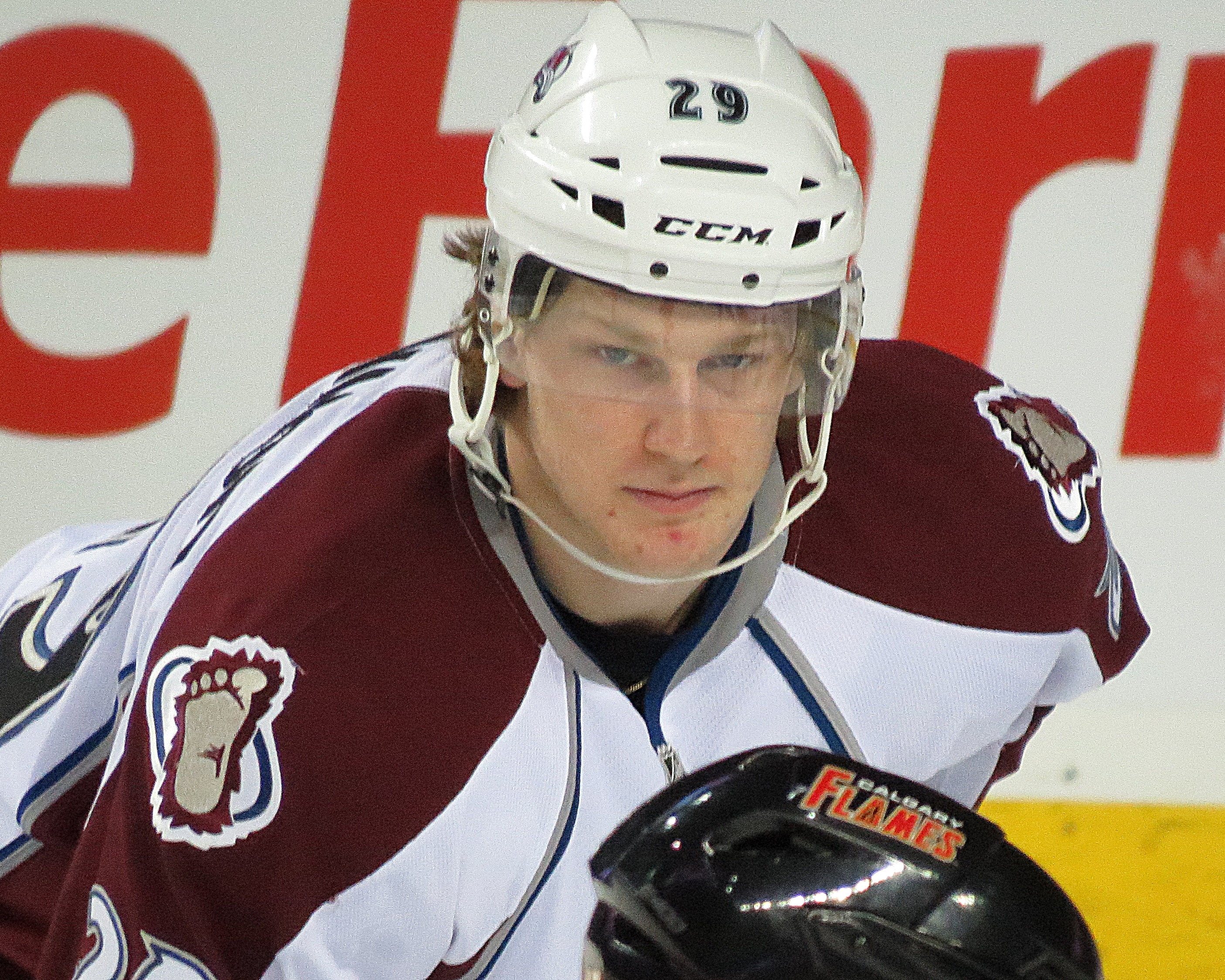
ماكينون مع فريق كولورادو أفالانش في ديسمبر 2013

في 19 يونيو 2013، قبل درافت دخول دوري الهوكي الوطني لعام 2013 ‏، صرح مدرب أفالانش الرئيسي باتريك روي، الذي كان يمتلك الاختيار الشامل الأول، علنًا أن فريقه سيختار ماكينون إذا تم إجراء الدرافت في ذلك الوقت، على الرغم من التكهنات الواسعة النطاق بأن الفريق من المرجح أن يختار المدافع سيث جونز، الذي نشأ في دنفر، كولورادو. وقال روي لشبكة إي إس بي إن: «سيكون من الصعب علينا ألا نختار ماكينون». كما رفض روي أيضًا استبعاد تداول الاختيار. في 26 يونيو، أكد مدير فريق الكشافة للهواة في أفالانش ريتشارد برايسي قرار الفريق باختيار ماكينون. في 30 يونيو، استخدم فريق أفالانش بالفعل اختياره الأول الشامل في الدرافت لاختيار ماكينون (بينما تم اختيار سيث جونز رابعًا بشكل عام من قبل فريق ناشفيل بريداتورز. تم توقيع عقد ماكينون الأول في دوري الهوكي الوطني، وهو عقد دخول لمدة ثلاث سنوات، مع أفالانش في 9 يوليو. ظهر ماكينون لأول مرة في دوري الهوكي الوطني لبدء موسم 2013–14 في 2 أكتوبر، ليصبح أصغر لاعب هوكي على الإطلاق يرتدي زي فريق كولورادو أفالانش في مباراة عادية بالموسم، مسجلاً تمريرتين حاسمتين على هدفين لجيمي ماكجين ‏ في فوز 6–1 على فريق أناهايم داكس الزائر. سجل ماكينون هدفه الأول في دوري الهوكي الوطني في 12 أكتوبر، ضد ميشال نيوفيرث ‏ من فريق واشنطن كابيتالز خلال الفترة الثانية في مركز فيريزون. ومع استمرار الموسم، زاد دور ماكينون، حيث تم وضعه في الأعلى خطين هجوميين. حقق أول رقم قياسي له في دوري الهوكي الوطني عندما أصبح أصغر لاعب يسجل هدفين متتاليين في مباراتين من 4 إلى 6 يناير 2014، متغلبًا على ديل هاورشوك ‏ من فريق وينيبيج جيتس الأصلي من عام 1981. جمع ماكينون لاحقًا سلسلة من 13 مباراة من 25 يناير إلى 6 مارس، متجاوزًا واين جريتزكي (الذي بلغ 19 عامًا خلال موسمه الأول بعيد ميلاده في يناير) ليكون لديه أطول سلسلة تسجيل للاعب يبلغ من العمر 18 عامًا في تاريخ دوري الهوكي الوطني. أنهى ماكينون الموسم بالظهور في جميع المباريات الـ82 وتصدر جميع المبتدئين برصيد 24 هدفًا و39 تمريرة حاسمة مقابل 63 نقطة حيث أنهى أفالانش الموسم باعتباره المصنف الثاني في المؤتمر الغربي الذي يتأهل إلى التصفيات لأول مرة منذ عام 2010 ‏. وأصبح ماكينون ثالث لاعب في دوري الهوكي الوطني يسجل سبع نقاط في أول مباراتين له في التصفيات، حيث سجل هدفا وست تمريرات حاسمة في أول مباراتين ضد فريق مينيسوتا وايلد المصنف السابع في الجولة الافتتاحية من تصفيات عام 2014 ‏، على الرغم من أن أفالانش خسر في النهاية أمام وايلد في سبع مباريات. في 24 يونيو، فاز ماكينون بكأس كالدر التذكارية لأفضل لاعب مبتدئ في العام، ليصبح أصغر لاعب على الإطلاق يفوز بهذه الكأس والثالث في تاريخ أفالانش خلف كريس دروي وجابرييل لانديسكوج ‏. تم اختياره بعد ذلك لفريق فريق أفضل اللاعبين الجدد في الدوري الوطني للهوكي ‏.

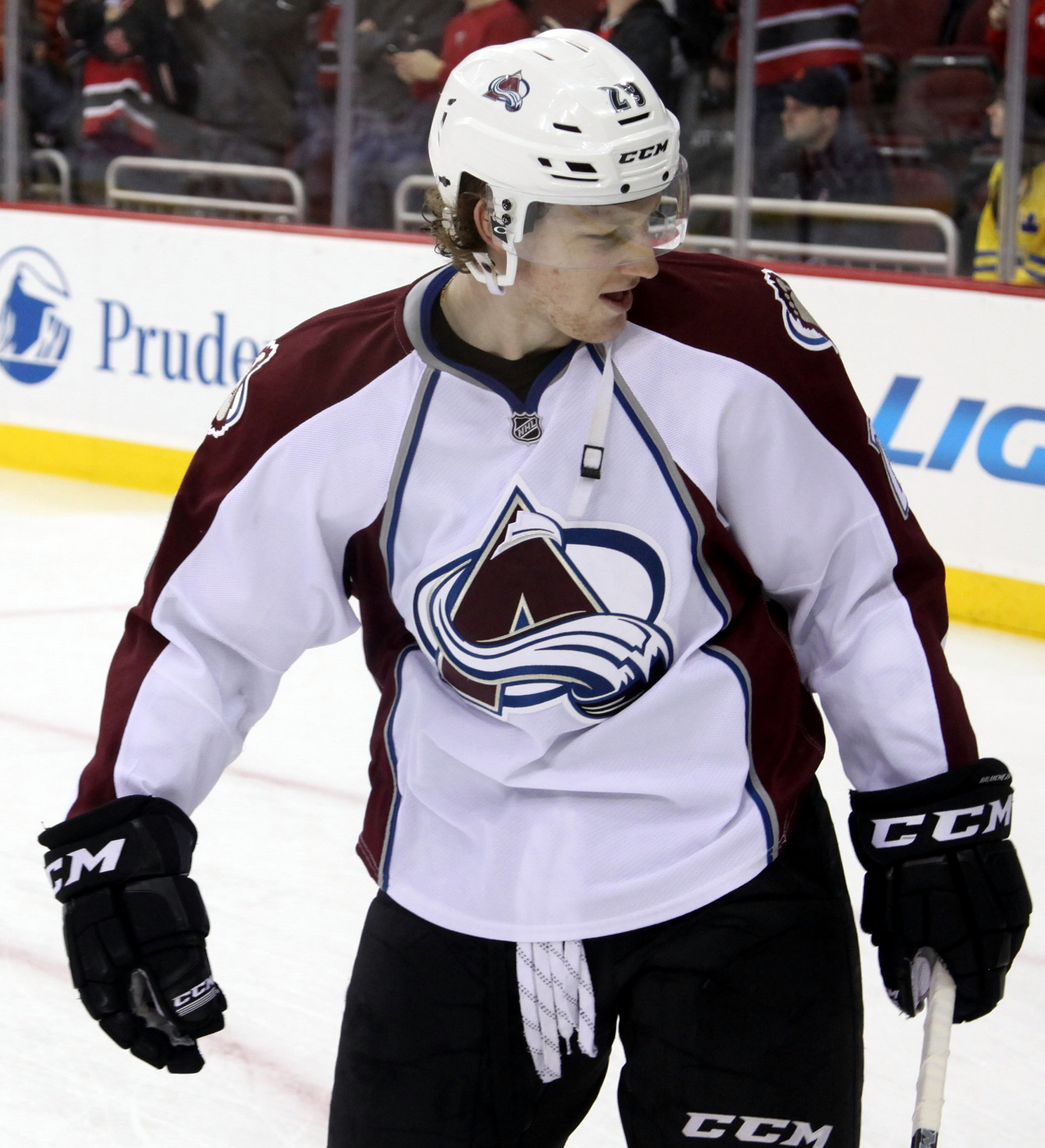
ماكينون مع أفلانش في نوفمبر 2014.

سجل ماكينون أول ثلاثية في مسيرته في دوري الهوكي الوطني في 22 فبراير 2015، في فوز 5–4 على تامبا باي لايتنينج ليصبح أصغر لاعب في تاريخ أفالانش يسجل ثلاثية. شهد إنتاج ماكينون الفردي انخفاضًا بعد تسجيله 14 هدفًا و24 تمريرة حاسمة مقابل 38 نقطة في 64 مباراة خلال موسمه الثاني في دوري الهوكي الوطني، كما عانى فريق أفالانش من صعوبات كبيرة بعد عدم تأهله إلى التصفيات النهائية ‏.
خلال موسم 2015–16، سجل ماكينون 21 هدفًا و31 تمريرة حاسمة مقابل 52 نقطة في 72 مباراة. وعلى الرغم من زيادة إنتاجيته مقارنة بالعام السابق، واصل أفالانش كفاحه كفريق حيث فشل في الوصول إلى التصفيات ‏ مرة أخرى.
في 8 يوليو 2016، أعاد ماكينون، بصفته وكيلًا حرًا مقيدًا، التوقيع مع أفالانش، ووافق على عقد مدته سبع سنوات بقيمة 44.1 مليون دولار. عقد بقيمة مليون دولار بمتوسط 6.3 مليون دولار مليون دولار في الموسم الواحد. في 13 أكتوبر، قبل يومين من بدء موسم 2016–17، تم الإعلان عن ماكينون كقائد بديل لفريق أفالانش. سيتم تسمية ماكينون لأول مباراة كل النجوم في دوري الهوكي الوطني في 10 يناير 2017، باعتباره الممثل الوحيد لفريق أفالانش. أنهى ماكينون الموسم باللعب في جميع المباريات الـ82 برصيد 16 هدفًا و37 تمريرة حاسمة مقابل 53 نقطة حيث فشل أفالانش في التأهل إلى التصفيات ‏ للموسم الثالث على التوالي واحتل المركز الأخير في الترتيب العام.

#### الصعود إلى النجومية، جائزة هارت، بطولة كأس ستانلي (2017–الآن)
قبل موسم 2017–18، استأجر ماكينون طبيبًا نفسيًا رياضيًا، مما ساعده بشكل كبير على تحسين لعبه والظهور كواحد من أفضل لاعبي الدوري. في 16 نوفمبر 2017، سجل ماكينون أول مباراة له في مسيرته بخمس نقاط في فوز 6–2 على واشنطن كابيتالز بعد أن فعل ذلك بهدف على حارس مرمى كابيتالز فيليب جروباور ‏ وأربع تمريرات حاسمة على هدفين للقائد جابرييل لانديسكوج ‏ وأهداف لكولين ويلسون وميكو رانتانين على التوالي. تم اختياره مرة أخرى في العام التالي لمباراة كل النجوم في دوري الهوكي الوطني لعام 2018. تم تسمية ماكينون نجم الأسبوع الأول في دوري الهوكي الوطني في الفترة من 26 فبراير إلى 4 مارس 2018، بعد تسجيله خمسة أهداف، وستة تمريرات حاسمة، مع أربع نقاط لعب قوة، وتقييم +6، و31 تسديدة في أربع مباريات. سجل ماكينون ثاني مباراة له بخمس نقاط في مسيرته في فوز 7–1 على مينيسوتا وايلد (سجل هدفين على حارس مرمى وايلد ديفان دوبنيك ‏ وأضاف ثلاث تمريرات حاسمة على أهداف من تايسون باري ومات نيتو ‏ وميكو رانتانين) في 2 مارس 2018. أنهى ماكينون موسمه المتميز باللعب في 74 مباراة برصيد 39 هدفًا و58 تمريرة حاسمة مقابل 97 نقطة لمساعدة أفالانش على إنهاء الموسم باعتباره المصنف الثامن والأخير في المؤتمر الغربي ليضمن مكانًا في التصفيات لأول مرة منذ عام 2014 [الإنجليزية]، عندما كان ماكينون مبتدئًا. في تصفيات عام 2018 ‏، هُزم فريق أفالانش في الجولة الأولى في ست مباريات على يد فريق ناشفيل بريداتورز الفائز بكأس الرؤساء ‏. سجل ماكينون ست نقاط (ثلاثة أهداف وثلاث تمريرات حاسمة) في جميع مباريات التصفيات الست خلال التصفيات. في 26 أبريل، تم ترشيح ماكينون كأحد المرشحين النهائيين لجائزة تيد ليندسي [الإنجليزية] كأفضل لاعب في دوري الهوكي الوطني لأول مرة في مسيرته والتي فاز بها في النهاية قائد فريق إدمونتون أويلرز كونور ماكديفيد. وفي اليوم التالي، تم اختياره كأحد المشاركين في نهائيات كأس هارت التذكاري [الإنجليزية] لأول مرة في مسيرته باعتباره اللاعب الأكثر قيمة في الدوري الوطني للهوكي في الموسم العادي. فاز بالجائزة في النهاية مهاجم فريق نيوجيرسي ديفلز تايلور هول حيث احتل ماكينون المركز الثاني في التصويت.
بعد إنهاء موسم 2018–2019 ‏ برصيد 99 نقطة (41 هدفًا و58 تمريرة حاسمة) في جميع المباريات الـ82 التي لعبها، بفارق نقطة واحدة عن أول موسم له في مسيرته يسجل فيه 100 نقطة. بعد أن حسم فريق أفالانش المركز الثامن والأخير في التصفيات في الغرب للموسم الثاني على التوالي، هزم ماكينون وأفالانش فريق كالجاري فليمز المصنف الأول في خمس مباريات، مسجلاً بذلك المرة الأولى التي يفوز فيها أفالانش بسلسلة تصفيات خلال فترة ماكينون مع الفريق. بعد إزعاج فريق فليمز في الجولة الافتتاحية، هُزم فريق ماكينون وفريق أفالانش في النهاية في الجولة الثانية في سبع مباريات على يد فريق سان خوسيه شاركس. أنهى ماكينون تصفيات عام 2019 ‏ برصيد ستة أهداف وسبع تمريرات حاسمة مقابل 13 نقطة في جميع المباريات الـ12 التي لعبها.
في 7 يناير 2020، لعب ماكينون مباراته رقم 500 في دوري الهوكي الوطني في خسارة 5–3 أمام فريق نيويورك رينجرز حيث تمكن من تسجيل هدف على حارس مرمى رينجرز إيغور شيستركين. كان ماكينون في طريقه لتسجيل أول موسم له في مسيرته برصيد 100 نقطة خلال موسم 2019–2020 ‏ حتى تم إلغاء الأسابيع الثلاثة الأخيرة من الموسم العادي بسبب قيود جائحة كوفيد–19، حيث سجل 35 هدفًا و58 تمريرة حاسمة مقابل 93 نقطة وقت التوقف في مارس 2020. في الحادي عشر من سبتمبر، فازت ماكينون بكأس ليدي باينغ التذكاري [الإنجليزية]، والتي تُمنح للاعب الذي يُحكم عليه بأنه أظهر أفضل أنواع الروح الرياضية والسلوك المهذب جنبًا إلى جنب مع مستوى عالٍ من القدرة على اللعب. تم ترشيح ماكينون أيضًا كأحد المرشحين النهائيين لكل من جائزة هارت التذكارية وجائزة تيد ليندسي للمرة الثانية في مسيرته والتي تم منحها في النهاية إلى مهاجم فريق إدمونتون أويلرز ليون درايسايتل.
بعد موسم 2020–21 المختصر بسبب جائحة كوفيد، فاز فريق أفالانش بكأس الرؤساء باعتباره بطل الموسم العادي وتم تسمية ماكينون كأحد المرشحين النهائيين لكل من كأس هارت التذكاري وجائزة تيد ليندسي للمرة الثالثة في مسيرته مع منح الجائزتين في النهاية إلى مهاجم فريق إدمونتون أويلرز وقائد الفريق كونور ماكديفيد.
في 26 يناير 2022، عانى ماكينون من كسر في الأنف وارتجاج في المخ بعد تلقيه عصا في وجهه من قبل مهاجم بوسطن بروينز تايلور هول، مما تسبب في غيابه عن أربع مباريات ومباراة كل النجوم في دوري الهوكي الوطني لعام 2022. أنهى ماكينون موسم 2021–22 ‏ برصيد 32 هدفًا و56 تمريرة حاسمة مقابل 88 نقطة مسجلة في 65 مباراة لعبها بينما أنهى فريق أفالانش الموسم في المركز الأول في المؤتمر الغربي ووصيف كأس الرؤساء خلف فريق فلوريدا بانثرز فقط. في 26 يونيو، فاز ماكينون بأول بطولة كأس ستانلي له مع أفالانش، بعد هزيمة بطل كأس ستانلي مرتين والمصنف الخامس تامبا باي لايتنينج في ست مباريات في نهائيات كأس ستانلي 2022 ‏. تصدر ماكينون قائمة جميع المتزلجين برصيد 13 هدفًا في تصفيات عام 2022 ‏ (بالتعادل مع إيفاندر كين من فريق إدمونتون أويلرز). كما سجل 11 تمريرة حاسمة ليرفع رصيده إلى 24 نقطة في جميع المباريات العشرين التي خاضها. أدى أداؤه طوال التصفيات إلى وضع ماكينون في مكان المرشح المحتمل لجائزة كون سميث كأفضل لاعب في التصفيات على الرغم من أن الجائزة مُنحت في النهاية إلى مدافع أفالانش وزميله في الفريق كالي ماكار.
.

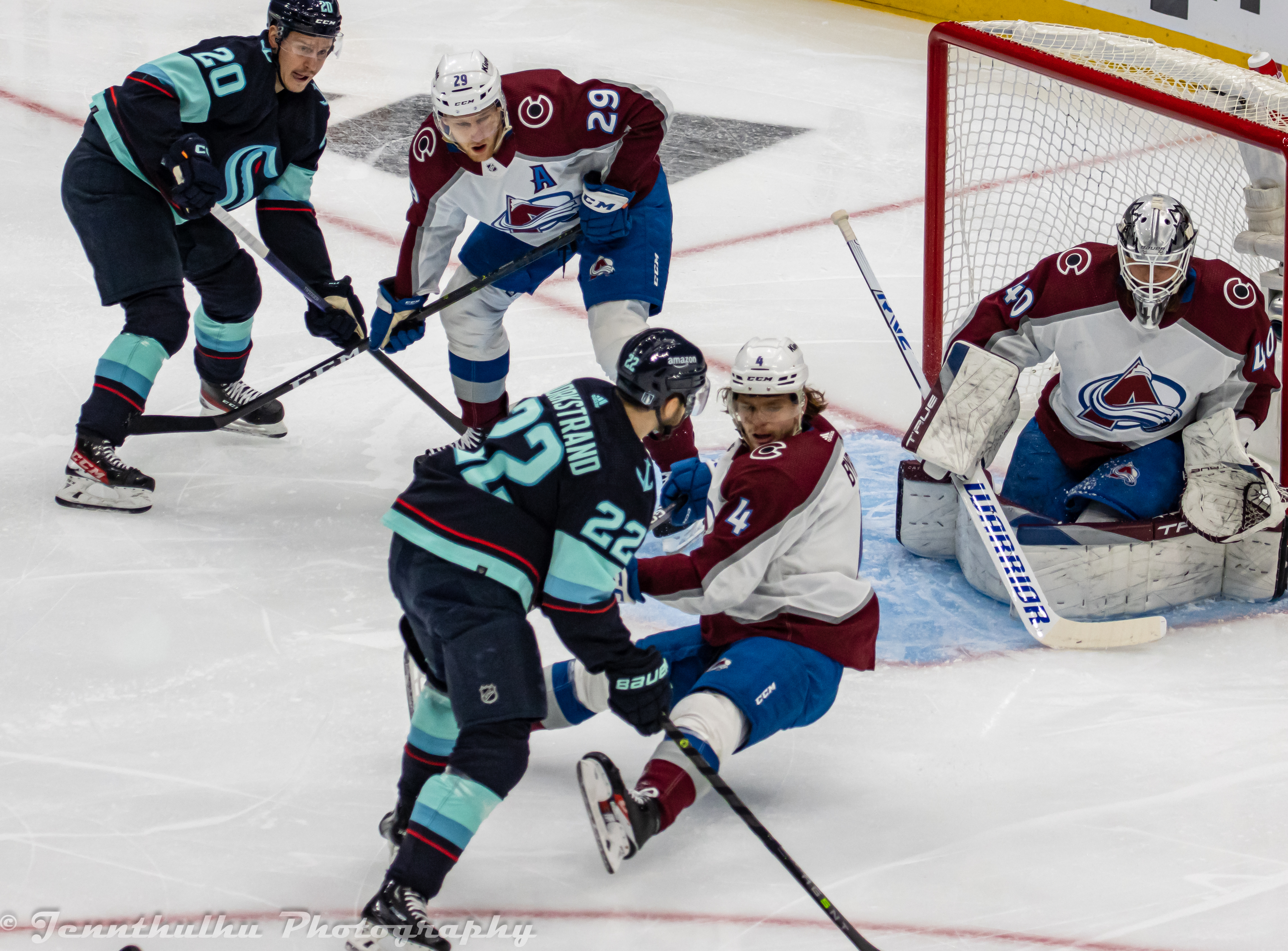
ماكينون (أعلى الوسط) في أبريل 2023 خلال الجولة الأولى من تصفيات كأس ستانلي 2023

في 20 سبتمبر 2022، وقع ماكينون على تمديد عقد لمدة ثماني سنوات بقيمة 100.8 مليون دولار مع أفالانش. ويبلغ متوسط القيمة السنوية للعقد 12.6 مليون دولار، وهو الأعلى في تاريخ الدوري. سيتم تجاوز هذا الرقم القياسي في أغسطس 2023 عندما وقع أوستن ماثيوز، مهاجم فريق تورنتو مابل ليفز، صفقة بقيمة سنوية قدرها 13.25 مليون دولار.
في 5 ديسمبر 2023، سجل ماكينون تمريرته الحاسمة رقم 500 في مسيرته على هدف لوغان أوكونور ‏ في فوز 3–2 على فريق أناهايم داكس. في 21 ديسمبر، سجل ماكينون هدفه رقم 300 في مسيرته والهاتريك السابع في مسيرته في فوز 6–4 على فريق أوتاوا سيناتورز. في 18 أبريل 2024، سجل ماكينون تمريرتين حاسمتين لهدفين سجلهما ميكو رانتانن وفاليري نيكوشكين ‏، ليصل إلى رقم قياسي في أفالانش بلغ 140 نقطة. انتهى موسمه 2023–24 ‏ بلعب ماكينون في جميع المباريات الـ 82 بأعلى مستوياته في الأهداف (51) والتمريرات الحاسمة (89) والنقاط (140)، واحتل المركز الثاني خلف مهاجم تامبا باي لايتنينج نيكيتا كوتشيروف في جائزة آرت روس بأربع نقاط كأفضل هداف. في 27 يونيو، تم إعلان ماكينون الفائز بجائزة تيد ليندسي [الإنجليزية] من قبل رابطة لاعبي الهوكي الوطنيين، متغلبًا على زملائه المتأهلين للنهائيات نيكيتا كوتشيروف من فريق تامبا باي لايتنينج وأوستن ماثيوز من فريق تورنتو مابل ليفز، على التوالي. بالإضافة إلى ذلك، كان أيضًا هو المتلقي لكأس هارت التذكاري [الإنجليزية] باعتباره اللاعب الأكثر قيمة في الموسم العادي، متغلبًا على اثنين من المتأهلين الآخرين للنهائيات نيكيتا كوتشيروف وكونور ماكديفيد، على التوالي.
في 10 ديسمبر 2024، في فوز 6–2 على فريق بيتسبرغ بينجوينز، سجل ماكينون تمريرته الحاسمة رقم 600 في مسيرته على هدف سجله ميكو رانتانن. وانتهى تلك المباراة بخمس نقاط (هدف وأربع تمريرات حاسمة). في 10 مارس 2025، في فوز 3–0 على شيكاغو بلاك هوكس، سجل ماكينون النقطة رقم 1000 في مسيرته مع تمريرة حاسمة لهدف أرتوري ليكونن ‏، ليصبح اللاعب رقم 100 في تاريخ الدوري الذي يصل إلى هذا الرقم. مع 116 نقطة، احتل المركز الثاني في هداف الدوري لموسم 2024–25، خلف كوتشيروف. تم ترشيحه كأحد المرشحين النهائيين لجائزة تيد ليندسي للمرة الرابعة.

## اللعب الدولي
كانت أول تجربة لماكينون مع هوكي كندا عندما تم تعيينه في فريق كندا الأطلسي لتحدي هوكي العالم تحت 17 سنة 2011 ‏ في وينيبيج، مانيتوبا. على الرغم من كونه ثاني أصغر لاعب في البطولة، إلا أن ماكينون سجل خمسة أهداف وثماني نقاط في خمس مباريات فقط ليحتل المركز السابع في هداف البطولة. وشمل ذلك مباراة سجل فيها هدفين وصنع هدفين ليتم اختياره كأفضل لاعب في المباراة حيث هزمت كندا أتلانتيك فنلندا 4–3. ساعد لعبه المثير للإعجاب فريق كندا أتلانتيك على تحقيق أفضل نتيجة له منذ بطولة العالم لهوكي الجليد تحت 17 سنة عام 2005 ‏، حيث هزم فريق كندا ويست 2–1 في مباراة تحديد المركز الخامس. في العام التالي، تم تعيين ماكينون ضمن فريق كندا الأطلسي لتحدي هوكي العالم تحت 17 سنة 2012 ‏ في وندسور، أونتاريو.
في 13 ديسمبر 2012، تم تسمية ماكينون كعضو في فريق كندا لبطولة العالم لهوكي الجليد للناشئين لعام 2013 ‏ إلى جانب زميله في فريق مووسهيدز جوناثان دروين.
في بطولة العالم 2015، حيث فازت كندا بالميدالية الذهبية لأول مرة منذ عام 2007 بسجل مثالي 10–0، أنهى ماكينون البطولة بـ 4 أهداف و 5 تمريرات حاسمة.
كان ماكينون عضوًا في فريق أمريكا الشمالية ‏ لكأس العالم للهوكي 2016. لعب في الخط الثالث إلى جانب جوني جودرو وريان نوجنت هوبكنز ‏.
تم اختيار ماكينون للعب ضمن فريق كندا في بطولة العالم للهوكي الجليدي لعام 2017، حيث حصل على المركز الأول في نقاط الفريق لمساعدة كندا في الفوز بالميدالية الفضية.
تم تسمية ماكينون كأفضل لاعب في بطولة 2025 مواجهة بين 4 دول، حيث سجل خلالها أربعة أهداف بما في ذلك الهدف الأول في فوز كندا 3–2 في مباراة البطولة.

## إحصائيات المسيرة

### الموسم العادي والملحق
الخط العريض يشير إلى المتصدر
| 2007–08                   | كول هاربور وينغز          | بانتام إيه إيه إيه                    | 50  | —   | —   | 110   | —   | —  | —  | —  | —   | —  |
| 2008–09                   | كول هاربور وينغز          | بانتام إيه إيه إيه                    | 35  | —   | —   | 145   | —   | —  | —  | —  | —   | —  |
| 2009–10                   | شاتوك–سانت ماري           | بانتام إيه إيه إيه                    | 58  | 54  | 47  | 101   | 56  | —  | —  | —  | —   | —  |
| 2010–11                   | شاتوك–سانت ماري           | ميدجيت إيه إيه إيه                    | 40  | 45  | 48  | 93    | 72  | —  | —  | —  | —   | —  |
| 2011–12                   | هاليفاكس موسهيدز ‏         | دوري الهوكي الرئيسي للناشئين في كيبيك | 58  | 31  | 47  | 78    | 45  | 17 | 13 | 15 | 28  | 12 |
| 2012–13                   | هاليفاكس موسهيدز          | دوري الهوكي الرئيسي للناشئين في كيبيك | 44  | 32  | 43  | 75    | 45  | 17 | 11 | 22 | 33  | 12 |
| 2013–14 ‏                  | كولورادو أفالانتش         | دوري الهوكي الوطني                    | 82  | 24  | 39  | 63    | 26  | 7  | 2  | 8  | 10  | 4  |
| 2014–15 ‏                  | كولورادو أفالانش          | دوري الهوكي الوطني                    | 64  | 14  | 24  | 38    | 34  | —  | —  | —  | —   | —  |
| 2015–16 ‏                  | كولورادو أفالانش          | دوري الهوكي الوطني                    | 72  | 21  | 31  | 52    | 20  | —  | —  | —  | —   | —  |
| 2016–17 ‏                  | كولورادو أفالانش          | دوري الهوكي الوطني                    | 82  | 16  | 37  | 53    | 16  | —  | —  | —  | —   | —  |
| 2017–18 ‏                  | كولورادو أفالانش          | دوري الهوكي الوطني                    | 74  | 39  | 58  | 97    | 55  | 6  | 3  | 3  | 6   | 4  |
| 2018–19                   | كولورادو أفالانش          | دوري الهوكي الوطني                    | 82  | 41  | 58  | 99    | 34  | 12 | 6  | 7  | 13  | 2  |
| 2019–20                   | كولورادو أفالانش          | دوري الهوكي الوطني                    | 69  | 35  | 58  | 93    | 12  | 15 | 9  | 16 | 25  | 12 |
| 2020–21 ‏                  | كولورادو أفالانش          | دوري الهوكي الوطني                    | 48  | 20  | 45  | 65    | 37  | 10 | 8  | 7  | 15  | 2  |
| 2021–22                   | كولورادو أفالانش          | دوري الهوكي الوطني                    | 65  | 32  | 56  | 88    | 42  | 20 | 13 | 11 | 24  | 8  |
| 2022–23                   | كولورادو أفالانش          | دوري الهوكي الوطني                    | 71  | 42  | 69  | 111   | 30  | 7  | 3  | 4  | 7   | 4  |
| 2023–24                   | كولورادو أفالانش          | دوري الهوكي الوطني                    | 82  | 51  | 89  | 140   | 42  | 11 | 4  | 10 | 14  | 4  |
| 2024–25                   | كولورادو أفالانش          | دوري الهوكي الوطني                    | 79  | 32  | 84  | 116   | 41  | 7  | 7  | 4  | 11  | 2  |
| إجمالي دوري الهوكي الوطني | إجمالي دوري الهوكي الوطني | إجمالي دوري الهوكي الوطني             | 870 | 367 | 648 | 1،015 | 389 | 95 | 55 | 70 | 125 | 42 |

### الدولي
| العام                          | الفريق                                    | الحدث                                               | النتيجة       |    | لعب | هـ | ص  | نقاط | ر.ج. |
| ------------------------------ | ----------------------------------------- | --------------------------------------------------- | ------------- | -- | --- | -- | -- | ---- | ---- |
| 2011                           | كندا الأطلسية                             | تحدي الهوكي العالمي تحت 17 سنة ‏                     | الخامس        | 5  | 5   | 3  | 8  | 0    |      |
| 2012                           | كندا الأطلسية                             | تحدي الهوكي العالمي تحت 17 سنة                      | السابع        | 5  | 1   | 3  | 4  | 2    |      |
| 2012                           | منتخب كندا تحت 18 سنة لهوكي الجليد للرجال | بطولة إيفان هلينكا التذكارية                        | الأول         | 5  | 5   | 6  | 11 | 18   |      |
| 2013                           | منتخب كندا لهوكي الجليد للناشئين          | بطولة العالم تحت 20 سنة للاتحاد الدولي لهوكي الجليد | الرابع        | 6  | 0   | 1  | 1  | 4    |      |
| 2014 ‏                          | منتخب كندا لهوكي الجليد                   | بطولة العالم لهوكي الجليد                           | الخامس        | 8  | 1   | 3  | 4  | 8    |      |
| 2015 ‏                          | كندا                                      | بطولة العالم لهوكي الجليد                           | الأول         | 10 | 4   | 5  | 9  | 6    |      |
| 2016 ‏                          | فريق أمريكا الشمالية ‏                     | كأس العالم لهوكي الجليد                             | الخامس        | 3  | 2   | 1  | 3  | 2    |      |
| 2017 ‏                          | كندا                                      | بطولة العالم لهوكي الجليد                           | الثاني        | 10 | 6   | 9  | 15 | 6    |      |
| 2025                           | كندا                                      | مواجهة بين 4 دول ‏                                   | الأول         | 4  | 4   | 0  | 4  | 0    |      |
| بطولة العالم لهوكي الجليد 2025 | كندا                                      | بطولة العالم لهوكي الجليد                           | الخامس        | 8  | 7   | 6  | 13 | 10   |      |
| إجمالي الشباب                  | إجمالي الشباب                             | إجمالي الشباب                                       | إجمالي الشباب | 21 | 11  | 13 | 24 | 24   |      |
| إجمالي الكبار                  | إجمالي الكبار                             | إجمالي الكبار                                       | إجمالي الكبار | 43 | 24  | 24 | 48 | 32   |      |

## الجوائز والتكريمات
| الجائزة                                            | العام                                              | م.                                                 |
| سي إتش إل ‏ / دوري الهوكي الرئيسي للناشئين في كيبيك | سي إتش إل ‏ / دوري الهوكي الرئيسي للناشئين في كيبيك | سي إتش إل ‏ / دوري الهوكي الرئيسي للناشئين في كيبيك |
| -------------------------------------------------- | -------------------------------------------------- | -------------------------------------------------- |
| كأس إد تشينوويث ‏                                   | 2013                                               |                                                    |
| بطل كأس ميموريال ‏                                  | 2013                                               |                                                    |
| كأس ستافورد سميث التذكاري ‏                         | 2013                                               |                                                    |
| فريق كل النجوم في كأس سي إتش إل التذكاري           | 2013                                               | [ 68 ]                                             |
| قميص اعتزال هاليفاكس موسهيدز ‏                      | 2023                                               |                                                    |
| دوري الهوكي الوطني                                 |                                                    |                                                    |
| كأس كالدر التذكاري ‏                                | 2014 [الإنجليزية]                                  | [ 69 ]                                             |
| فريق أفضل اللاعبين الجدد في الدوري الوطني للهوكي ‏  | 2014 [الإنجليزية]                                  |                                                    |
| مباراة كل النجوم في الدوري الوطني للهوكي           | 2017، 2018، 2019، 2020، 2022، 2023، 2024           | [ 70 ]                                             |
| فريق النجوم الثاني في دوري الهوكي الوطني ‏          | 2018 ‏، 2020                                        |                                                    |
| كأس ليدي باينغ التذكاري [الإنجليزية]               | 2020                                               | [ 44 ]                                             |
| بطل كأس ستانلي                                     | 2022                                               | [ 71 ]                                             |
| جائزة تيد ليندسي [الإنجليزية]                      | 2024                                               | [ 55 ]                                             |
| كأس هارت التذكاري [الإنجليزية]                     | 2024 [الإنجليزية]                                  | [ 56 ]                                             |
| فريق النجوم الأول في دوري الهوكي الوطني ‏           | 2024 [الإنجليزية]                                  |                                                    |
| الدولي                                             |                                                    |                                                    |
| بطل مواجهة بين 4 دول ‏                              | 2025                                               | [ 72 ]                                             |
| أفضل لاعب مواجهة بين 4 دول                         | 2025                                               | [ 73 ]                                             |

## مسيرة التمثيل
ظهر ماكينون في دور متكرر (إلى جانب زميله السابق في فريق هاليفاكس مووسهيدز ‏ كاميرون كريتشلو) في البرنامج التلفزيوني الكندي مستر د ‏، حيث لعب نسخة خيالية من نفسه. ظهر لأول مرة في الموسم الثاني الحلقة 4، عندما اضطر هو وزميله في الفريق إلى مغادرة الامتحان مبكرًا للعب في مباراة هوكي مدرسية. عندما أخبر زملاء الفريق السيد د (الذي جسد دوره جيري دي ‏) أنهم لم يكملوا الامتحان، طلب منهم أن يأخذوه إلى المنزل ويعيدوه مكتملًا في اليوم التالي. في الموسم الثالث، الحلقة 7، تم احتجازه بسبب غيابه عن المدرسة لفترة طويلة من أجل لعب الهوكي. السيد د لا يدرك موهبته ويوبخه («الهوكي ليس وظيفة»)، على الرغم من أنه من المفترض، في الجدول الزمني للعرض، أن هذا يحدث قبل تصفيات دخول دوري الهوكي الوطني 2013 ‏، حيث تم اختيار ماكينون أولاً بشكل عام، على الرغم من بثه في عام 2014. في الموسم الرابع، الحلقة 11، يعود ماكينون لإعطاء تذاكر لمباراة أفالانش لمدير المدرسة. عندما يدخل السيد د الغرفة بعد لحظة، ينادي ماكينون «السيد كالدر» ويخبره أنه كان يؤمن به دائمًا. عندما يطلب السيد د. تذاكر لمباراة، يخبره ماكينون أن جميع المباريات، بما في ذلك المباريات في المعرض والموسم التالي، قد بيعت بالكامل.
ظهر ماكينون أيضًا بنفسه في مقطورة بارك بويز ‏، الموسم 11 الحلقة 7 في معسكر هوكي الكرة الخاص بريكي. في عام 2019، عاد بدور صوتي في الحلقة 3 من الموسم الأول من مقطورة بارك بويز: سلسلة الرسوم المتحركة ‏، حيث جسد شخصيته مرة أخرى.
وقد ظهر هو وزميله من نوفا سكوشا ولاعب دوري الهوكي الوطني سيدني كروسبي في سلسلة من إعلانات تيم هورتونز التي تم إنتاجها على يوتيوب. خلال مسيرته المهنية، لجأ ماكينون إلى كروسبي للحصول على الإلهام، بما في ذلك تصفيات عام 2019 ‏.

## وصلات خارجية
- ناثان ماكينون على موقع دوري الهوكي الوطني (الإنجليزية)
- ناثان ماكينون على موقع EliteProspects.com (الإنجليزية)
- ناثان ماكينون على موقع Eurohockey.com (الإنجليزية)
- ناثان ماكينون على موقع HockeyDB.com (الإنجليزية)
- ناثان ماكينون على موقع Hockey-Reference.com (الإنجليزية)
- معلومات عن السيرة الذاتية وإحصائيات المهنة من NHL.com، أو Eliteprospects.com، أو Eurohockey.com، أو Hockey-Reference.com، أو The Internet Hockey Database

| الجوائز و الإنجازات               | الجوائز و الإنجازات                                                                  | الجوائز و الإنجازات            |
| --------------------------------- | ------------------------------------------------------------------------------------ | ------------------------------ |
| سبقه نايل ياكوبوف [الإنجليزية]    | الاختيار الأول في الدورة الأولى من دوري الهوكي الوطني [الإنجليزية] 2013 [الإنجليزية] | تبعه آرون إكبلاد [الإنجليزية]  |
| سبقه دنكان سيمنز [الإنجليزية]     | اختيار كولورادو أفالانش في الجولة الأولى من الدورة [الإنجليزية] 2013 [الإنجليزية]    | تبعه كونر بيكلي [الإنجليزية]   |
| سبقه جوناثان هوبردو               | الفائز بجائزة كأس كالدر [الإنجليزية] 2014 [الإنجليزية]                               | تبعه آرون إكبلاد [الإنجليزية]  |
| سبقه ألكساندر باركوف [الإنجليزية] | كأس ليدي باينغ التذكاري [الإنجليزية] 2020 [الإنجليزية]                               | تبعه جاكوب سلافين [الإنجليزية] |
| سبقه كونور ماكدافيد               | كأس هارت التذكاري [الإنجليزية] 2024 [الإنجليزية]                                     | تبعه شاغل للمنصب               |
| سبقه كونور ماكدافيد               | جائزة تيد ليندسي [الإنجليزية] 2024 [الإنجليزية]                                      | تبعه شاغل للمنصب               |